# Peter Herbener
Peter Herbener (* 7. Januar 1834 in Großseelheim im Landkreis Marburg-Biedenkopf; † 19. August 1913 ebenda) war ein deutscher Gutsbesitzer und Mitglied der Kurhessischen Ständeversammlung.

## Leben
Peter Herbener war in seinem Heimatort Gutsbesitzer und erhielt im Jahre 1849 aus der Gruppe der Höchstbesteuerten des Wahlkreises Marburg ein Mandat für die kurhessische Ständeversammlung. Sie wurde nach den Unruhen im Jahre 1830 zum Zweck der Beratung und Verabschiedung einer Verfassung gebildet und hatte bis 1866 Bestand, als das Land Hessen durch Preußen annektiert wurde.
Herbener blieb bis 1850 in dem Parlament. 